# Константін Стариш
Константін Стариш (нар. 25 жовтня 1971, Бринзеній Ной, Теленешти) — журналіст і політик з Республіки Молдова, який був депутатом Парламенту Республіки Молдова 19-го законодавчого зібрання (2010—2014) на списки Комуністичної партії Республіки Молдова.
Балотувався на посаду депутата і на парламентських виборах 30 листопада 2014 року з 36-го місця в списку ПКРМ, але пройти до парламенту йому не вдалося.

## Життєпис
Костянтин Стариш закінчив факультет журналістики Державного університету Молдови.
З 1992 року працює на телебаченні. З 12 жовтня 1997 року по 2 жовтня 2010 року був ведучим російськомовного аналітичного шоу «Резонанс», що транслювалося на «Молдова 1» і «NІТ» .
У червні 2009 року Стариш зізнався, що, будучи автором прокомуністичного передвиборчого фільму «Атака на Молдову» (з'явився після протестів у Кишиневі в квітні 2009 року), він інсценував телефонні розмови віце-президента ЛП Доріна Кіртоаке та бізнесмена Габріель Статі, таким чином, щоб було зрозуміло, що лідери опозиції організували б насильство 7 квітня.
У листопаді 2009 року був звільнений з посади президента телекомунікаційної компанії «МИР-Молдова», представника міждержавної компанії «Мир». З 2013 року Стариш веде шоу «Третій мікрофон» на телеканалі Акцент.
Костянтин Стариш одружений з Катериною Стариш і має двох дітей, Гаврила та Александра. Він російськомовний. Його батько родом з України, із села Велика Кісниця Ямпільського району Вінницької області. 3 січня 2013 року у віці 80 років пішов з життя його батько.